# Hiroyuki Sawano
Hiroyuki Sawano (澤野 弘之 Sawano Hiroyuki?,  Tokio, Japón, 12 de septiembre de 1980) es un compositor japonés, conocido por sus trabajos en numerosos animes, series de televisión y películas. Anteriormente fue parte de la empresa discográfica Legendoor; en la actualidad es representado por VV-ALKLINE.

## Biografía
Sawano nació en Tokio, Japón. Comenzó a tocar el piano en la escuela primaria, y a la edad de 17 años estudió composición, arreglos, orquestación y bajo con Nobuchika Tsuboi.
Saltó a la fama en la década de 2010 por su aclamada autoría en las bandas sonoras de Blue Exorcist y Guilty Crown, a las que seguiría una larga serie de proyectos similarmente bien recibidos. Su estilo destaca por el uso de temas de fondo intensos y energéticos, generalmente dotados de letras en alemán e inglés y acordes que mezclan la música electrónica, la orquestal y el rock.

## Discografía

### Álbumes
| Título | Fecha               | Notas        | Ref(s) |
| ------ | ------------------- | ------------ | ------ |
| Musica | 15 de julio de 2009 | Primer álbum | [ 2 ]  |

### Videojuegos
| Juego                                  | Año  | Rol        | Ref(s) |
| -------------------------------------- | ---- | ---------- | ------ |
| 3594ε                                  | 2014 | Compositor |        |
| Xenoblade Chronicles X                 | 2015 | Compositor |        |
| Honkai Impact 3rd                      | 2016 | Compositor |        |
| League of Legends Light and Shadow OST | 2019 | Compositor |        |
| Blue Protocol                          | 2020 | Compositor |        |

### Series de televisión
| Año  | Anime                                                    | Estudio                | Rol | Ref(s)        |
| ---- | -------------------------------------------------------- | ---------------------- | --- | ------------- |
| 2006 | Soul Link                                                | Picture Magic          | Compositor |               |
| 2006 | Yoake Mae yori Ruriiro na: Crescent Love                 | Dōme                   | Compositor y arreglista del tema de apertura                                                                                |               |
| 2006 | Project Blue Earth SOS                                   | A.C.G.T                | Creador musical del video promocional                                                                                       |               |
| 2007 | Kishin Taisen Gigantic Formula                           | Brain's Base           | Compositor |               |
| 2007 | Zombie-Loan                                              | XEBEC M2               | Compositor |               |
| 2009 | Sengoku Basara: Samurai Kings                            | Production I.G         | Compositor |               |
| 2010 | Mobile Suit Gundam Unicorn                               | Sunrise                | Compositor, arreglista y letrista del 6° tema musical                                                                       |               |
| 2010 | Sengoku Basara II                                        | Production I.G         | Compositor |               |
| 2011 | Ao no Exorcist                                           | A-1 Pictures           | Compositor |               |
| 2011 | Sengoku Basara: The Last Party                           | Production I.G         | Compositor |               |
| 2011 | Guilty Crown                                             | Production I.G         | Compositor | [ 3 ]         |
| 2012 | Ao no Exorcist Movie                                     | A-1 Pictures           | Compositor |               |
| 2013 | Attack on Titan                                          | Wit Studio             | Compositor | [ 4 ] [ 5 ]   |
| 2013 | Kill la Kill                                             | Trigger                | Compositor | [ 6 ] [ 7 ]   |
| 2014 | Aldnoah.Zero                                             | A-1 Pictures Troyca    | Compositor y arreglista del tema de cierre                                                                                  | [ 8 ] [ 9 ]   |
| 2014 | Nanatsu no Taizai                                        | A-1 Pictures           | Compositor | [ 10 ]        |
| 2014 | Attack on Titan Movie Part 1: Guren no Yumiya            | Wit Studio             | Compositor y arreglista del tema de cierre                                                                                  |               |
| 2015 | Aldnoah.Zero Part 2                                      | A-1 Pictures Troyca    | Compositor y arreglista del tema de apertura                                                                                |               |
| 2015 | Seraph of the End                                        | Wit Studio             | Compositor, productor, y arreglista del tema de cierre (otras pistas por Takafumi Wada, Asami Tachibana & Megumi Shiraishi) | [ 11 ] [ 12 ] |
| 2015 | Attack on Titan Movie Part 2: Wings of Freedom           | Wit Studio             | Compositor y arreglista del tema de cierre                                                                                  | [ 13 ]        |
| 2015 | Seraph of the End: Battle in Nagoya                      | Wit Studio             | Compositor, productor (otras pistas por Takafumi Wada, Asami Tachibana & Megumi Shiraishi)                                  | [ 14 ]        |
| 2016 | Kabaneri of the Iron Fortress                            | Wit Studio             | Compositor y arreglista del tema de cierre                                                                                  | [ 15 ]        |
| 2016 | Mobile Suit Gundam Unicorn RE:0096                       | Sunrise                | Compositor y arreglista del tema de apertura y cierre                                                                       |               |
| 2016 | Nanatsu no Taizai: Seisen no Shirushi                    | A-1 Pictures           | Compositor |               |
| 2017 | Attack on Titan S2                                       | Wit Studio             | Compositor |               |
| 2017 | Ao no Exorcist: Kyoto Fujōō-hen                          | A-1 Pictures           | Compositor |               |
| 2017 | Re:Creators                                              | Troyca                 | Compositor y arreglista del tema de apertura                                                                                |               |
| 2018 | Nanatsu No Taizai: Imashime No Fukkatsu                  | A-1 Pictures           | Compositor |               |
| 2018 | Legend of the Galactic Heroes: Die Neue These            | Production I.G         | Compositor y arreglista del tema de apertura                                                                                |               |
| 2018 | Attack on Titan S3                                       | Wit Studio             | Compositor |               |
| 2018 | Nanatsu no Taizai: Tenkū no Torawarebito                 | A-1 Pictures           | Compositor |               |
| 2018 | Mobile Suit Gundam Narrative                             | Sunrise                | Compositor y arreglista del tema de apertura                                                                                |               |
| 2019 | Attack on Titan S3 Part 2                                | Wit Studio             | Compositor |               |
| 2019 | Kōtetsujō no Kabaneri: Unato Kessen                      | Wit Studio             | Compositor |               |
| 2019 | Promare                                                  | Trigger                | Compositor |               |
| 2019 | The Legend of the Galactic Heroes: Die Neue These Seiran | Production I.G         | Compositor y arreglista del tema de cierre                                                                                  |               |
| 2019 | Nanatsu no Taizai: Kamigami no Gekirin                   | Studio Deen            | Compositor |               |
| 2020 | Kingdom Season 3                                         | Studio Signpost        | Compositor |               |
| 2020 | No Guns Life Season 2                                    | Madhouse               | Compositor y arreglista del tema de apertura                                                                                |               |
| 2020 | Attack on Titan: The Final Season                        | MAPPA                  | Compositor |               |
| 2021 | Nanatsu no Taizai: Fundo no Shinpan                      | Studio Deen            | Compositor y arreglista del tema de apertura y cierre                                                                       |               |
| 2021 | 86: Eighty-Six                                           | A-1 Pictures           | Compositor y arreglista del tema de cierre                                                                                  | [ 16 ]        |
| 2021 | Mobile Suit Gundam: Hathaway's Flash                     | Sunrise                | Compositor | [ 17 ]        |
| 2021 | Nanatsu no Taizai: Hikari no Norowareshi Mono-tachi      | Studio Deen            | Compositor y arreglista del tema de apertura y cierre                                                                       | [ 18 ] [ 19 ] |
| 2023 | Ōyukiumi no Kaina                                        | Polygon Pictures       | Compositor del tema principal                                                                                               | [ 20 ]        |
| 2023 | Fate/strange Fake: Whispers of Dawn                      | A-1 Pictures           | Compositor y arreglista del tema de apertura y cierre                                                                       | [ 21 ] [ 22 ] |
| 2023 | Mokushiroku no Yonkishi                                  | Telecom Animation Film | Compositor del tema principal                                                                                               | [ 23 ]        |
| 2024 | Ao no Exorcist: Shimane Keimei Kessha-hen                | Studio VOLN            | Compositor (otros temas de Kohta Yamamoto)                                                                                  | [ 24 ]        |
| 2024 | Solo Leveling                                            | A-1 Pictures           | Compositor | [ 25 ]        |
| 2024 | Mecha-Ude                                                | TriF Studio            | Compositor (otros temas de Kohta Yamamoto y Daiki)                                                                          | [ 26 ]        |
| —    | Fate/strange Fake                                        | A-1 Pictures           | Compositor | [ 27 ]        |

### Películas
| Año  | Anime              | Estudio    | Rol                                        | Ref(s) |
| ---- | ------------------ | ---------- | ------------------------------------------ | ------ |
| 2022 | Bubble             | Wit Studio | Compositor                                 | [ 28 ] |
| 2025 | Versailles no Bara | MAPPA      | Compositor (otros temas de Kohta Yamamoto) | [ 29 ] |